# 炎陵县
炎陵县，原名酃县，位于中华人民共和国湖南省东边边缘，为株洲市下辖的县。地处罗霄山脉中段、井冈山西麓，南接八面山。县治霞阳镇。区域总面积为2,029.8平方公里。

## 历史
南宋嘉定四年（1211年），析茶陵县之康乐、霞阳、常平三乡置酃县。或说因酃湖得名，或说因古酃县得名。曾属衡州，后属茶陵军。元朝时，属衡州路，为下县。明清时，属衡州府。清朝考评：简。
1949年后，属衡阳专区。1954年，划入郴县专区。1959年并入茶陵县。1961年，复置属湘潭专区。1970年，属湘潭地区。1983年，改属株洲市。1994年4月5日，中国民政部下发《关于湖南省酃县更名为炎陵县的批复》，更名为炎陵县。

## 人口
根據第七次人口普查數據，截至2020年11月1日零時，炎陵縣常住人口160274人。

## 概况
周边相邻县市有，东接江西省井冈山市和遂川县，南临本省桂东县，西界资兴市、永兴县和安仁县，北与茶陵县相连。炎陵为湖南重要林业县，有大院冷杉（资源冷杉）。传说炎帝神农氏崩葬于境内鹿原陂，有炎帝陵。此外，旅游景点有神农谷国家森林公园，还有湖南第一峰-神农峰（海拔2115.2m）。

## 行政区划
炎陵县下辖5个镇、4个乡、1个民族乡：
霞阳镇、沔渡镇、十都镇、水口镇、鹿原镇、垄溪乡、策源乡、下村乡、船形乡、中村瑶族乡、大院农场和炎陵县桃源洞管理局。

## 政治

### 现任领导
| 机构     | 炎陵县人民政府 县长 | · 中国共产党 · 炎陵县委员会 · 书记 | 炎陵县人民代表大会 常务委员会 主任 | · 中国人民政治协商会议 · 炎陵县委员会 · 主席 |
| -------- | ------------------- | ---------------------------------- | ---------------------------------- | -------------------------------------------- |
| 姓名     | 夏胜利              | 尹朝晖                             | 饶祥明                             | 黄建中                                       |
| 民族     | 汉族                | 汉族                               | 汉族                               | 汉族                                         |
| 出生地   | 湖南省长沙市宁乡市  | 不明                               | 湖南省株洲市炎陵县                 | 湖南省株洲市炎陵县                           |
| 出生日期 | 1983年5月（41歲）   | 不明                               | 1969年5月（55歲）                  | 1964年8月（60歲）                            |
| 就任日期 | 2021年10月          | 2020年4月                          | 2020年6月                          | 2020年10月25日                               |

## 交通

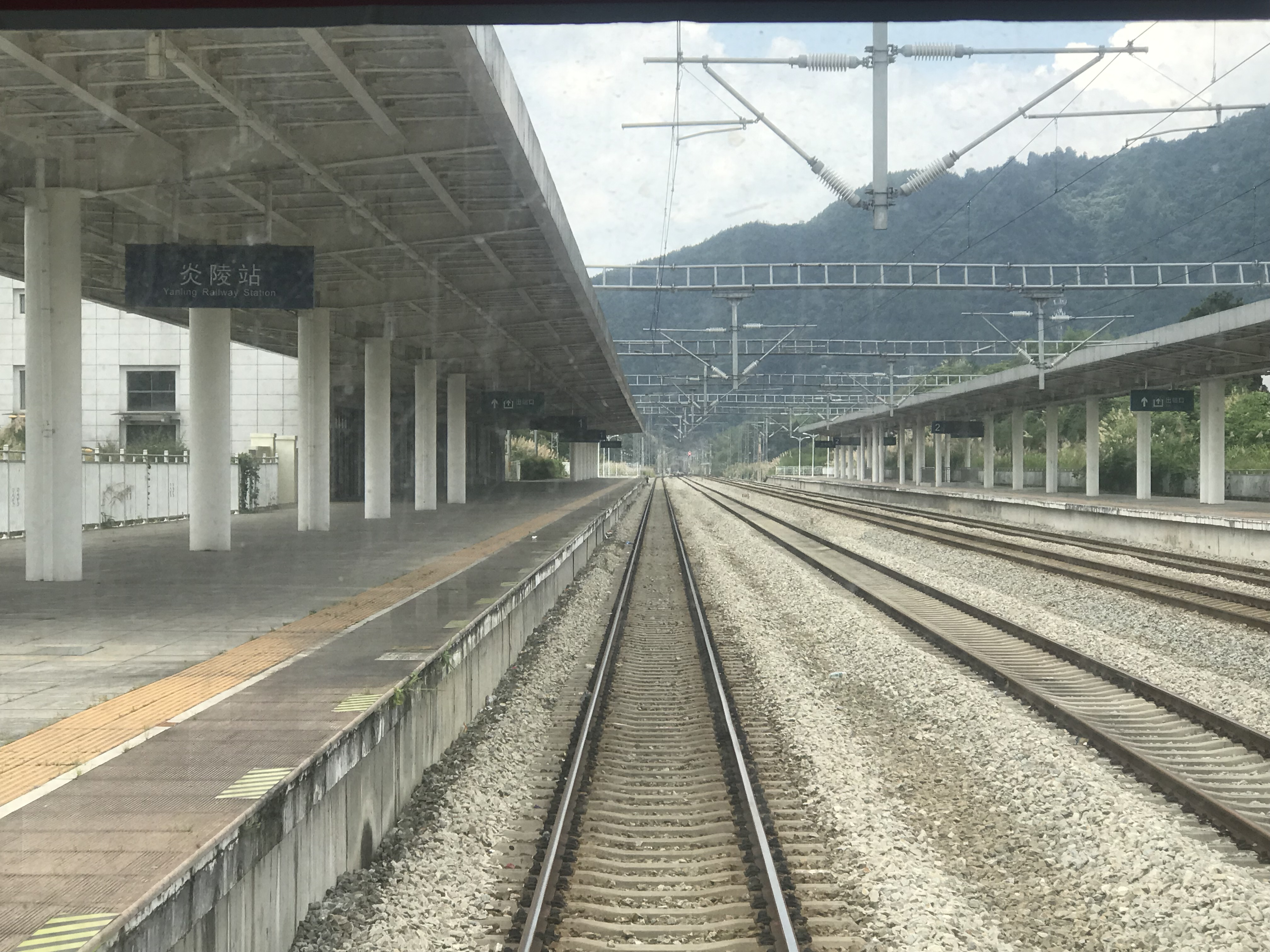
炎陵站

境内有 106国道、 356国道通过，国家高速 泉南高速，还有省高速岳汝高速。境内支线铁路-衡茶吉铁路将于2013年9月通车。
在这之后，炎陵还将会有通用机场。
- 吉衡铁路：炎陵站

## 教育
- 炎陵县第一中学
- 炎陵中学

## 友好关系
陕西省黄陵县